# Перехід Фредерікса

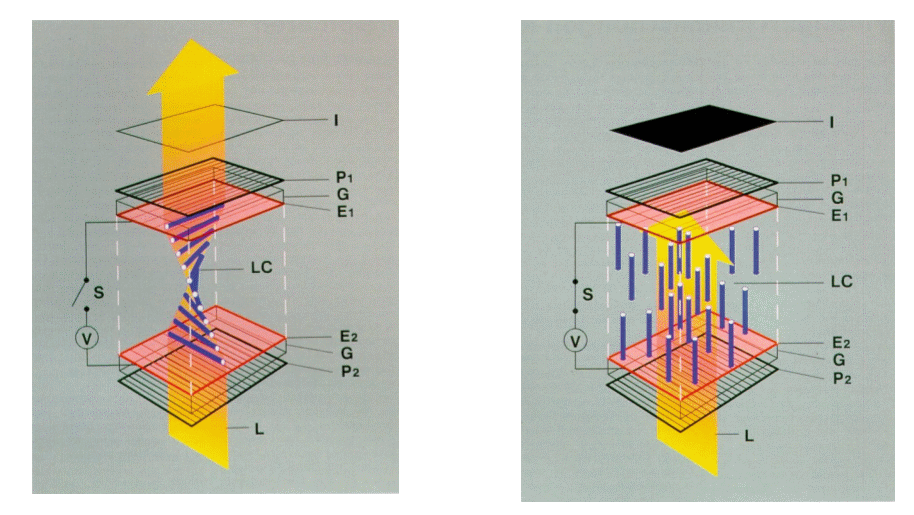
Приклад використання ефекту Фредерікса в рідкокристалічних дисплеях. Лівий рисунок- без прикладеного поля, рідкокристалічна комірка змінює площину поляризації світла; правий рисунок - під напругою - молекули переорієнтовані, площина поляризації світла не змінюється

Перехід Фредерікса — явище переорієнтації молекул рідкого кристалу під дією електричного поля. У матеріалах із додатною діелектричною анізотропією молекули намагаються повернутись вздовж напрямку електричного поля. У матеріалі з від'ємною діелектричною анізотропією — впоперек напрямку поля. Кут повороту при цьому залежить від напруги.
Рідкі кристали складаються із видовжених молекул. Міжмолекулярна взаємодія забезпечує те, що в певному інтервалі температур молекули орієнтуються здебільшого паралельно, і, як наслідок, в рідині утворюється виділений напрямок. Впорядкування орієнтації молекул поширюється на великі відстані. Здебільшого орієнтація молекул в рідкому кристалі задається їхнім напрямком на поверхні. Однак, її можна змінити, приклавши електричне поле. Характерною особливістю рідких кристалів є те, що молекули переорієнтовуються при дуже малому полі - достатньо напруги в кілька мілівольтів. В залежності від рідкого кристалу його молекули можуть орієнтуватися або паралельно до прикладеного поля, або перпендикулярно до нього. 
Перехід Фредерікса широко використовується в рідкокристалічних дисплеях. Кожен піксел такого дисплею містить комірку з рідким кристалом, орієнтованим певним чином завдяки поверхневим силам. Прикладення напруги до такої комірки змінює орієнтацію молекул в проміжку між поверхнями. Як наслідок, змінюється оптична активність комірки, а, отже, її здатність пропускати поляризоване світло, створюючи можливість для виведення бажаної інформації.

## Історія винаходу
У 1924 Всеволод Костянтинович Фредерікс увійшов до складу Вченої ради фізико-технічного інституту і незабаром став завідувати в ньому лабораторією рідких кристалів. В області фізики рідких кристалів Фредеріксом були отримані фундаментальні результати, які, без перебільшення, обезсмертили його ім'я.
На той час, коли Фредерікса зацікавили рідкі кристали, основною проблемою в цій області вважалася природа сил, що діють між анізотропними молекулами рідини і забезпечують їх орієнтаційне впорядкування. Фредерікс вирішив вивчати їх, поміщаючи рідкі кристали в магнітні й електричні поля. На цьому шляху він зробив важливі відкриття. Перш за все, було достовірно встановлено, що рідкі кристали, що характеризуються лише орієнтаційним впорядкуванням (їх називають нематиками), справді орієнтуються електричним полем. При цьому молекули вишиковуються своїми довгими осями уздовж напрямку поля.
Цей ефект у 70-ті роки за пропозицією нобелівського лауреата французького фізика П'єра де Жена, отримав назву «перехід Фредерікса».